# 斯奈德訴菲爾普斯案
斯奈德訴菲爾普斯案（英語：Snyder v. Phelps），562 U.S. ___ (2011)，是一個美國最高法院的案件，法院判決在公共人行道上，關於一個公共議題的言論，不應對造成情緒困擾負侵權的法律責任，即使該言論是「離譜」的。
有爭議的議題是，第一修正案是否保護在葬禮上的公共示威抗議可以不負侵權的法律責任。它涉及到在伊拉克戰爭中死亡的海軍馬修·斯奈德（Matthew Snyder）的父親，阿爾伯特·斯奈德（Albert Snyder），對於蓄意造成情緒困擾的索賠。索賠對象是菲爾普斯（Phelps）家族，包括弗雷德·菲爾普斯以及他們的威斯特布路浸信會（WBC）。法院以8–1票作出有利於菲爾普斯的裁定，認為他們的言論是有關公共議題，並且是在公共人行道上進行傳播。

## 背景

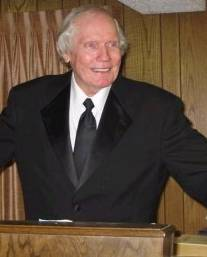
牧師弗雷德·菲爾普斯

在2006年3月3日，美國海軍上等兵馬修·A·斯奈德在伊拉克的一場非戰鬥性的車輛事故中死亡。3月10日，威斯特布路浸信會（WBC）在馬里蘭西敏寺市舉辦的斯奈德喪禮上派遣糾察隊，它已經在美國各地的成千上萬次的其它喪禮上做過類似的事，以抗議他們認為美國正在提升對同性戀的容忍度。糾察隊員高舉標語牌例如「美國應遭天譴」、「你們會下地獄」、「上帝憎恨你們」、「玻璃（Fag，對同性戀的蔑稱）軍隊」、「永遠忠誠的玻璃」、「感謝上帝弄死軍人」。愛國者衛隊騎士，一個將WBC抗議者與來參加軍隊喪禮的人隔離的團體，其中成員出席支持斯奈德家族。WBC在它的網站上發表聲明譴責阿爾伯特·斯奈德和他的前妻不應將他們的兒子養育成天主教徒，並聲稱他們「教唆馬修違抗他的創造者」、「將他培育成惡魔」、「告訴他（指馬修）說上帝是個騙子」。
阿爾伯特·斯奈德，馬修·斯奈德的父親，以誹謗、侵犯隱私、公共宣傳私人生活、蓄意造成情緒困擾和民事共謀起訴弗雷德·菲爾普斯，威斯特布路浸信會和兩名菲爾普斯的女兒，利百加·A·菲爾普斯-戴維斯、雪莉·菲爾普斯-羅珀。因WBC網站上張貼了關於斯奈德的批評而產生的誹謗索償，以其內容「基本上是菲爾普斯-羅珀的宗教觀點，且不會使原告現實地暴露在公共仇恨和蔑視中」為由被駁回。公共宣傳私人生活的索賠也同樣被駁回，因為被告沒有將任何私人資訊公諸於世：人們得知斯奈德已離婚，且從報上的訃聞得知他的兒子是天主教徒。該案以剩下的三項控訴進行審判。
該案的事實在審判中基本上是無可爭議的。阿爾伯特·斯奈德作證：
|  | 他們讓這場喪禮變成媒體馬戲團（口語，指媒體焦點）而且想要傷害我的家庭。他們希望讓他們的訊息被聽見，而不關心因此而踐踏了誰。我的兒子應該要帶著尊嚴下葬，而非帶著外面的一群小丑。 |

斯奈德描述了他受到的情緒傷害，且變得淚眼婆娑、氣憤，並且在到達令人作嘔的程度時真的吐了。他說被告在他的腦中放了一隻「蟲」，以致於他在想念他兒子時都會想到他們的行為，又說「我很想記得到目前為止所有的好東西，但我還記得的好東西總是變成壞的」。斯奈德傳喚了許多專家證人以作證他的糖尿病病情的惡化和嚴重的憂鬱症是肇因於被告的行為。
作為辯護，WBC表明他們已經遵守所有的地方法規和服從警方指示。糾察隊是在被警方拉起警戒線外的區域舉行，大約距該教堂1000英尺遠，所以他們應無法被看見也無法被聽見。斯奈德先生作證，雖然他有從送葬隊伍上看到標語牌的頂端，但直到他在當日稍晚看見節目新聞之前也不知道詳細內容。他還指出他在Google搜尋引擎上找到了WBC有關他兒子的聲明。
美國馬里蘭州地方法院法官理查·D·貝內特對陪審團的指示說明第一修正案對言論自由的保護有所限制，包括粗鄙的、具冒犯性和令人憎惡的言論皆不受保護，而陪審團必須決定「被告的行為對於一理性自然人來說是否具高度冒犯性，是否偏激或離譜，以及是否會過於冒犯且令人憎惡到失去受到第一修正案保護的資格」。WBC根據法官涉嫌作出偏見的陳述和原告律師對言論禁止令的違反而試圖尋求無效審判，但未果。WBC也試圖尋求上訴。
在2007年10月31日，陪審團做出有利於原告的判決，斯奈德可獲290萬美元的補償性損害賠償，後來又以侵犯隱私多判了600萬美元，和以造成情緒困擾多判了200萬美元的懲罰性損害賠償（共1090萬美元）。菲爾普斯說儘管敗訴，教堂仍會繼續在軍隊喪禮上派遣糾察隊。在2008年2月4日，考慮到WBC的財力，貝內特維持原判但將懲罰性損害賠償從800萬美元減至210萬美元。判決總額便確定在500萬美元。為了確保損害賠償金會被支付，法院發出留置權。
WBC提出的上訴在2009年9月24日審理。第四巡迴上訴法院推翻了陪審團的判決，且駁回由下級法院作出的500萬美元賠償金判決。第四巡迴法院裁定，下級法院錯誤指示陪審團決定法律問題，而非事實問題（特別是該言論是否應受第一修正案保護）。它也裁定，WBC網站上的抗議標誌和語言以誇張的修辭和比喻表達，而非事實的主張，所以是受保護的言論的一種。在2010年3月30日，法院進一步命令阿爾伯特·斯奈德須負擔被告的訴訟費用，總額達$16,510美元。全國各地的人們，包括政治評論家比爾·奧賴利同意支付費用，並等待上訴。奧賴利還承諾支付斯奈德對菲爾普斯未來的所有訴訟費用。
在2010年3月8日，移審令被提出。在10月13日開始陳詞，三名菲爾普斯的女兒出席，包括瑪吉·菲爾普斯（Margie Phelps）。

### 議題
提出的問題如下：
1. 是否應禁止將損害賠償判給公眾人物以賠償蓄意造成情緒困擾，根據最高法院第一修正案的先例，這適用於涉及兩位私人與一件私事的案件。
2. 第一修正案保障的言論自由是否勝過其所保障的宗教與和平集會的自由。
3. 一個參加家庭成員喪禮的人，是否構成有權受國家保護而免受不必要的信息的一個「受制而走不開的觀眾（英语：Rowan v. U.S. Post Office Dept.）」。

### 案情摘要
一些新聞和民權組織提出法庭之友以支持菲爾普斯，包括美國公民自由聯盟、保護記者委員會和其它二十個媒體組織，包括全國公共廣播電台、彭博新聞社、美聯社和美國報業協會等。
也有其他有利於斯奈德的案情摘要被提出，包括美國參議院多數黨和少數黨領袖哈里·瑞德和米奇·麥康諾，以及四十位美國參議院的其它成員，一些退伍軍人團體，包括美國海外作戰退伍軍人協會和美國退伍軍人協會
，約翰·馬歇爾的退伍軍人的法律支援中心和診所（John Marshall Veterans Legal Support Center and Clinic）
，以及堪薩斯州、47個其它州份和哥倫比亞特區也有提出。

## 法院意見

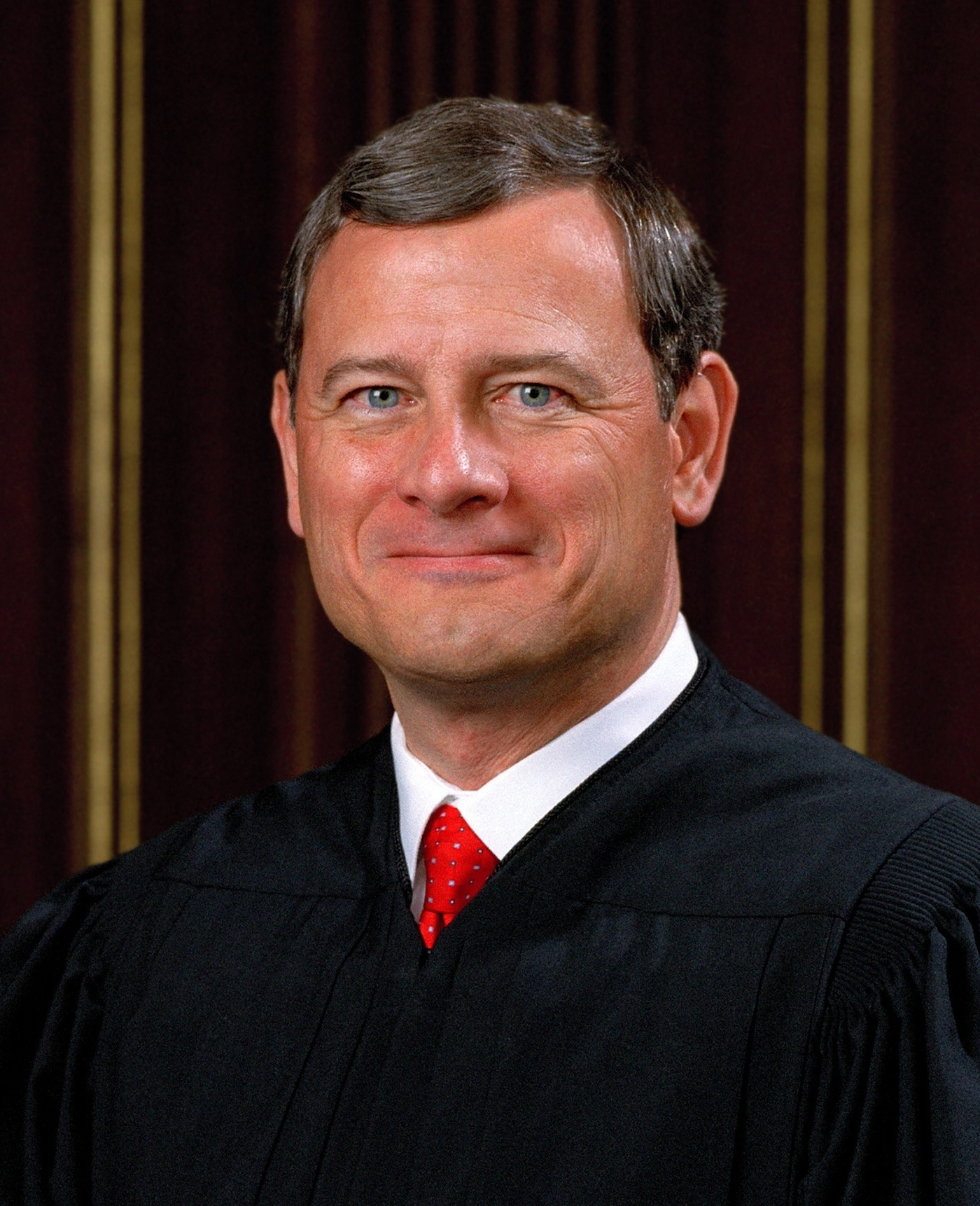
首席大法官約翰·羅伯茨撰寫主要意見書。

在8–1的判決（大法官的正反立場與2010年的美國訴史蒂文斯案恰好相同）中，最高法院作出有利於菲爾普斯的裁決，維持了第四巡迴法院的判決。首席大法官約翰·羅伯茨（與「史蒂文斯」一案相同）撰寫主要意見書說明「在整個上下文中，威斯特布路說了什麼和在哪裡以什麼形式選擇說出來，都有權根據第一修正案受到『特殊保護』，且該保護不能因陪審團裁決糾察隊是離譜的而推翻」。
法院意見還說追悼會並沒有受到打擾，「威斯特布路很好地停留在遠離追悼會的地方，斯奈德頂多能看到糾察隊員標語的頂端，而且沒有任何跡象表明糾察隊本身干擾了追悼會」。判決也拒絕擴充「受制而走不開的觀眾學說」，它說斯奈德並不是在受到脅迫的狀態下聽到負面的言論。
大法官史蒂芬·布雷耶撰寫了一份協同意見書，強調他認為該判決只跟糾察隊有關，並不將威斯特布路浸信會攻擊斯奈德家族的線上發表考慮進去。
大法官塞繆爾·阿利托，如同在「史蒂文斯」一案中，是唯一一個在案件中發表反對意見的大法官，他的不同意見書以「我們國家對自由開放的辯論所作的全然承諾，不是在此案中發生的惡毒語言攻擊的許可證」作為開頭。他結論，「為了有一個對公共議題可以公開激烈辯論的社會，沒有必要允許像上訴者那樣對無辜受害者的殘害行為」。
在2011年7月的一場演講中，大法官金斯伯格（Ginsburg）稱阿利托的不同意見書非常「真誠（heart-felt）」，並說他「強調了斯奈德家族所遭受到的無與倫比的悲痛」，且指出「雖然沒有任何一位法院成員聯名，他的意見書與很多法院觀察家的觀點一致，其中包括國家最新的退休大法官史蒂文斯，〔他〕最近告訴聯邦律師協會說他『將會加入〔大法官阿利托的〕強而有力的不同意見書』」。

## 外部連結
- Snyder v. Phelps （页面存档备份，存于）, Full text of the opinion
- Docket No. 09-751; Albert Snyder v. Fred W. Phelps, Sr., et al （页面存档备份，存于） on Supreme Court website
  - Oral Argument Transcripts and audio （页面存档备份，存于）
- SCOTUSBlog wiki on Snyder v. Phelps （页面存档备份，存于）
- Oral Arguments on Oyez.org （页面存档备份，存于）
- Archive of Snyder v. Phelps coverage from Albert Snyder's hometown newspaper